# کوه بینتومانی
کوه بینتومانی (انگلیسی: Mount Bintumani) (همچنین معروف به لوما مانسا) با ۱۹۴۵ متر ارتفاع از کوه‌های سیرالئون و بلندترین قله این کشور است. این کوه در کوهستان لوما جای گرفته و دامنه‌های پست‌تر آن پوشیده از جنگل‌های بارانی است که محل زندگی طیف گسترده‌ای از حیوانات است.
اسب آبی کوتوله، تمساح کوتوله، جغد ماهیگیر حنایی و انواع نخستی‌سانان ازجمله آنانند.